# Oddworld : L'Exode d'Abe
 (novembre 2015).
Si vous disposez d'ouvrages ou d'articles de référence ou si vous connaissez des sites web de qualité traitant du thème abordé ici, merci de compléter l'article en donnant les références utiles à sa vérifiabilité et en les liant à la section « Notes et références ».
Oddworld : L'Exode d'Abe (Oddworld: Abe's Exoddus en version originale) est un jeu vidéo sorti en 1998 sur PlayStation et PC. Développé par Oddworld Inhabitants et édité par GT Interactive, c'est le 2e jeu de la série Oddworld et la suite directe de l'Odyssée d'Abe.
Au Japon, il est sorti sous le nom Abe'99, édité comme son prédécesseur par SoftBank. Un pack contenant les deux premiers jeux Oddworld sortis sur PlayStation et PC, ainsi qu'une version pour PC des jeux L'Odyssée de Munch et La Fureur de l'étranger devrait sortir en 2010 et sera disponible via la plate-forme de téléchargement Steam.
Comme pour l'Odyssée, le jeu est centré sur l'aventure d'Abe, qui, après avoir libéré les esclaves Mudokons de RuptureFarms, usine de viande qui prévoyait d'utiliser les Mudokons comme ingrédient pour une nouvelle gamme de produits alimentaires, doit à nouveau sauver le peuple Mudokon d'une terrible menace. En effet, les Glukkons ont décidé d'exploiter à nouveau le peuple Mudokon pour fabriquer de la bière à partir d'os de Mudokon réduits en poudre. Les industriels se sont donc installés à Necrum, gigantesque nécropole où les Mudokons enterrent leurs morts depuis des temps immémoriaux. Abe doit arrêter la production de bière afin de délivrer le peuple Mudokon de la nouvelle menace industrielle.
Le jeu reçut des critiques et des récompenses similaires à celles de l'Odyssée d'Abe. Le système A.L.I.V.E (Aware Lifeforms In Virtual Entertainment) du premier opus subit des améliorations sensibles, de même que le Gamespeak associé, ainsi que le système de sauvegarde, très critiqué dans l'Odyssée d'Abe.

## Système de jeu

### Généralités
Comme sa préquelle (Oddworld : l'Odyssée d'Abe), l'Exode d'Abe est un jeu de plates-formes en deux dimensions. Il est composé de plusieurs niveaux, eux-mêmes divisés en plusieurs écrans. Les commandes sont exactement les mêmes que dans le précédent jeu.
Une des principales différences réside dans la sauvegarde. Alors que l'Odyssée d'Abe fonctionnait sur un principe de points de contrôle disséminés dans chaque niveau et où la partie reprenait chaque fois qu'Abe mourait, l'Exode d'Abe opte pour un double système de sauvegarde. Le système de points de contrôle avait en effet été fortement critiqué et était accusé d'augmenter encore la difficulté d'un jeu considéré comme déjà difficile. Le nouveau système repose sur une sauvegarde conservée dans le dossier du jeu, et qui permet de charger sa partie à partir du menu (ce que permettait déjà l'Odyssée), avec en plus une sauvegarde Quicksave (littéralement « sauvegarde rapide »), permettant au joueur de créer lui-même ses propres points de contrôle. Ainsi, en faisant une sauvegarde Quicksave dans un niveau, Abe reviendra, s'il meurt, à l'endroit exact du niveau où le dernier Quicksave a été fait.
Comme dans l'Odyssée, il existe de nombreux passages secrets. Cependant, ils sont plus faciles à repérer dans l'Exode d'Abe car ils sont indiqués à chaque fois.

### Particularités
En plus de l'amélioration du système de sauvegarde, Oddworld Inhabitants a apporté de nombreuses nouveautés au moteur de jeu A.L.I.V.E. et au Gamespeak.

#### Gamespeak
La palette de paroles d'Abe a été modifiée par rapport à l'Odyssée d'Abe, lui permettant désormais notamment d'appeler plusieurs Mudokons en même temps, ce qui était impossible dans le précédent épisode. Il peut également leur demander d'activer un levier ou un mécanisme par une nouvelle instruction, ce qui ouvre la voie à de nouvelles énigmes. Cependant, pour que la palette de répliques ne soit pas trop lourde, les sifflements d'Abe furent retirés du jeu, ne permettant plus les énigmes par mots de passe du premier opus. D'ailleurs, Abe ne rencontre plus de Mudokons libres, hormis les shamans qui, lorsqu'ils sont salués, lui transmettent un pouvoir à libérer.

Abe peut aussi s'excuser auprès d'un Mudokon, ce qui permet de le calmer.

Le Gamespeak permet également à Abe de donner une gifle. Cette commande lui permet par exemple de faire chuter un Slig pour lui échapper plus facilement, ou encore de faire reprendre ses esprits à un Mudokon fou.
Le Gamespeak a été étendu à d'autres créatures, en plus des Sligs qui en possédaient déjà un. Les Sligs peuvent toujours donner des ordres aux Slogs. Les Glukkons, les Paramites et même les Scrabs disposent d'une palette plus ou moins importante de répliques, chacune orientée vers un but précis. Le Gamespeak des Glukkons est basé sur les ordres aux Sligs, celui des Paramites sur des dialogues entre Paramites, avec des ordres semblables à ceux que les Glukkons donnent. Celui des Scrabs est très basique et n'est destiné qu'au combat.

#### Moteur ALIVE
Le moteur A.L.I.V.E. a lui aussi été amélioré. Comme dit plus haut, le Gamespeak a été étendu à beaucoup d'autres créatures, qui sont donc potentiellement envoûtables par Abe. Il est donc possible de contrôler un Paramite, un Scrab ou un Glukkon en plus des Sligs de l'Odyssée d'Abe.
Les Sligs envoûtés obtiennent de plus la capacité de tirer depuis l'arrière-plan sur le premier plan, chose impossible dans l'Odyssée d'Abe avec un Slig envoûté.
Quant aux Mudokons, ils sont désormais divisés en plusieurs catégories « émotionnelles », rendant différente la manière de les aborder pour Abe. Les Mudokons pourront être tristes, énervés ou encore fous. Ils ne réagiront pas de la même manière aux paroles d'Abe selon leur état. Les Mudokons de l'Exode d'Abe se classent en six catégories :
- les Mudokons normaux : ils suivent exactement les ordres et déplacements d'Abe.
- les Mudokons fous : ces Mudokons ont inhalé par inadvertance du gaz hilarant qui les rend fous. Ils courent partout, activent des leviers sans se préoccuper des conséquences parfois fatales et ne cessent de rire. Pour les soigner, Abe doit les frapper, afin qu'ils reprennent leurs esprits[2],[3].
- les Mudokons en colère : ces Mudokons peuvent avoir été frappés ou avoir reçu des gouttes d'acide sur leur corps. Dans tous les cas, ils sont énervés et refusent d'écouter Abe, et peuvent aller jusqu'à le frapper. Ils ont également tendance, comme les Mudokons fous, à activer les leviers sans se soucier des conséquences. Même s'il n'est pas toujours responsable de leur colère, Abe doit s'excuser auprès d'eux afin de les calmer.
- les Mudokons malades : comme les compagnons de départ d'Abe, ces Mudokons ont bu trop de bière SoulStorm et deviennent incapables d'accomplir quoi que ce soit. Le seul moyen de les soigner est de consulter un shaman Mudokon qui remettra à Abe un pouvoir magique permettant de les remettre en état. Les Mudokons victimes des extracteurs de larmes sont également malades une fois délivrés.
- les Mudokons déprimés : leur situation d'esclave les rend neurasthéniques, ils sont très sensibles et peuvent aller jusqu'à tenter de se suicider (en se giflant jusqu'à ce que mort s'ensuive), après avoir été frappés par Abe ou avoir vu un des leurs mourir. Le seul moyen de les rassurer est de faire preuve de compassion envers eux, afin de leur faire reprendre espoir[3].
- les Mudokons aveugles : ces esclaves des mines de Necrum ont eu les paupières cousues afin qu'il ne puissent pas voir ce qu'ils déterrent. Ils se fient uniquement à la voix d'Abe pour se diriger donc ils ne peuvent ni courir, ni se déplacer lentement et celui-ci devra donc faire particulièrement attention à eux, sachant qu'ils ne voient pas et donc n'évitent pas les dangers du parcours (foreuses, fosses, mines, etc.).

Abe était auparavant capable de faire un pet, dans le but de clore un mot de passe (de la même façon que le rire pour un Slig). Les énigmes par mot de passe ayant disparu, le pet sert cette fois-ci à deux choses :
- Usuellement, il peut être utilisé devant un Mudokon pour le faire reculer d'un pas, ce qui peut avoir de nombreuses utilités.
- Il peut également être envoûté, mais uniquement en un temps limité et après avoir utilisé un distributeur de bière SoulStorm. Cette dernière a la fonction de transformer les gaz d'Abe en explosifs. Il peut donc les envoûter et les déplacer pour les faire exploser à l'endroit de son choix[2],[3].

Le pouvoir d'onde de choc rouge a disparu dans l'Exode d'Abe, laissant la place à un pouvoir de guérison sous la forme d'un anneau jaune permettant de soigner les Mudokons malades. En revanche, le pouvoir de Shrykull (anneau bleu) est toujours présent et indispensable pour terminer le jeu. Enfin, un nouveau pouvoir d'invisibilité, sous la forme d'un anneau vert, permet à Abe de se mouvoir dans des zones dangereuses sans avoir à se soucier des adversaires. Mais l'invisibilité n'est pas éternelle... Ce pouvoir est donné par certains pièges à fantômes.

#### But du jeu
Comme dans l'Odyssée d'Abe, le but de sauver est de traverser tous les niveaux du jeu, tout en sauvant les Mudokons rencontrés. Il existe cette fois 300 Mudokons à sauver. Le système de portails à oiseaux utilisé dans l'Odyssée d'Abe reste le même dans l'Exode d'Abe.
Pour débloquer la cinématique de fin heureuse, il faut en secourir au moins la moitié (soit 150). Un bonus est promis si l'intégralité de la population Mudokon est sauvé. Le manuel évoque également un bonus débloqué cette fois-ci en tuant le maximum de Mudokons possibles (276 tués pour 8 Mudokons à sauver obligatoirement, les 16 Mudokons restants constituant des prisonniers qui ne peuvent pas être tués et qui doivent donc être abandonnés dans l'optique d'éliminer le maximum de Mudokons).

### Interactions avec alliés, ennemis et faune

#### Alliés
Les rapports diplomatiques n'ont pas changé depuis l'Odyssée d'Abe, et les alliés d'Abe demeurent les Mudokons, toujours en tant qu'esclaves à délivrer avec l'aide du Gamespeak. Les seuls natifs rencontrés sont les shamans dissimulés parfois dans l'arrière-plan d'un écran et qui octroient un pouvoir à Abe.
Les Elums ont en revanche été retirés, ce qui peut laisser penser qu'ils ne sont pas endémiques des régions traversées par Abe dans l'Exode d'Abe. Ils ont été remplacés par les wagonnets, véhicule qui détruit tout sur son passage.

#### Ennemis
Les Sligs sont toujours ennemis d'Abe. Deux nouveaux types de Sligs apparaissent néanmoins dans L'Exode d'Abe, les rampants et les volants. Les premiers présentent la forme naturelle du Slig et sont faibles et incapables de se battre. Ils ne représentent aucune menace pour Abe mais peuvent se transformer en une des deux autres formes en appuyant sur le bouton d'une machine, généralement située à proximité de l'endroit où se trouve le Slig rampant. Les Sligs volants revêtent quant à eux une hélice leur permettant de s'élever dans les airs et possèdent un lance-grenades. Tous les Sligs peuvent être envoûtés, quelle que soit leur forme. Ils sont également incapables de voir dans le noir. En revanche, seuls les Sligs originaux, possédant une prothèse mécanique de jambes, peuvent donner des ordres aux Slogs. Avec les Sligs volants, ils sont également capables d'activer des leviers.
Les Glukkons apparaissent beaucoup plus souvent dans le jeu, en particulier dans la deuxième moitié de l'aventure. Ils peuvent être envoûtés et peuvent donner des ordres variés aux Sligs. Les Glukkons disposent eux aussi de verrous vocaux, basés sur le même système que celui des Sligs, le mot de passe à répéter en moins. Ces verrous activent des mécanismes et remplacent donc les leviers que les Glukkons ne peuvent activer.
Enfin, en plus des Slogs, le joueur est parfois confronté à leurs petits, les Sloggies. Ils possèdent la même forme que leurs parents mais sont beaucoup plus petits et peuvent tout de même tuer les Mudokons en une seule attaque.

#### Faune
En plus des Paramites et des Scrabs, déjà présents dans la préquelle et désormais envoûtables, apparaissent deux nouvelles créatures dans la faune sauvage : les Fleeches, vers bicéphales de couleur verte pourvus d'une longue langue leur permettant d'avaler leurs ennemis ; et les Slurgs, petites limaces noires inoffensives, servant généralement de nourriture aux Paramites. Les Slurgs sont si petits qu'ils sont tués quand Abe leur marche dessus, produisant un cri très aigu capable de réveiller un ennemi dormant dans le même écran.
Les Fleeches ont peur des Scrabs et des Paramites, et s'en tiennent éloignés. Néanmoins, acculés dans un coin, les Fleeches n'hésiteront pas à défendre chèrement leur peau en attaquant Scrabs et Paramites.

## Trame

### Univers
L'aventure se déroule encore une fois dans le monde d'Oddworld, et plus précisément sur le continent de Mudos. Elle est à nouveau marquée par un choc des civilisations, l'une incarnant le respect de la nature et la vie simple, et l'autre incarnant le capitalisme à outrance, marquée par une industrie de masse faisant peu de cas de la nature. C'est au sein de cette civilisation industrielle que se déroule la majeure partie de l'aventure.
L'humour est encore une fois très présent à travers les nombreux personnages, notamment dans les dialogues et l'apparence des protagonistes. D'ailleurs, une des nouveautés notables par rapport à l'Odyssée d'Abe est l'apparition de téléviseurs, activés comme les pierres à histoire, et diffusant une émission nommée Le Magog en Marche (« The Magog on the March » ou M.O.M. en version originale), présentée par un Slig qui transmet les diverses actualités concernant le Cartel de Magog (organisation industrielle des Glukkons, dont faisait partie Molluck). Des interviews des dirigeants Glukkons et des flashs d'information s'y trouvent.
Les lieux traversés dans le jeu sont situés près de ceux de l'Odyssée d'Abe. La majeure partie de l'aventure se déroule dans Necrum, gigantesque nécropole Mudokon où les ossements sont enterrés depuis des temps immémoriaux. De nombreuses tribus y ont leurs caveaux. Les Glukkons ont décidé d'exploiter Necrum et d'y bâtir une grande mine d'extraction d'ossements, ces derniers devant entrer dans la composition d'une mystérieuse bière baptisée SoulStorm (nom de code de l'Odyssée d'Abe lors de son développement). Cette mine, bien que gigantesque, ne recouvre pas encore tout Necrum et une grande partie en reste encore vierge d'exploitation industrielle. Parmi les caveaux encore vierges se trouvent ceux des Mudanchee, une ancienne tribu Mudokon connue pour sa passion de la guerre et qui vénérait les Scrabs ; et les caveaux des Mudomo, autre tribu vivant dans les forêts d'Oddworld et célèbre pour ses monuments de pierre. En outre, cette tribu vouait une vénération très importante pour les Paramites. Les Scrabs ont investi les caveaux Mudanchee, et les Paramites ceux des Mudomo.
La gare de FeeCo, d'où viennent et partent des trains pour les mines de Necrum, relie également d'autres exploitations dirigées par des Glukkons : l'usine Bonewerkz, où les os extraits à Necrum sont réduits en poudre, et les Baraquements Sligs, où est entraîné l'immense contingent Slig servant les Glukkons.
La gare possède également un accès vers la Brasserie SoulStorm, titanesque exploitation, plus vaste que ne l'était RuptureFarms et entièrement spécialisée dans la conception de la bière du même nom. Un accès fermé vers les laboratoires Vykkers, lieu visité dans la suite de l'Exode, Oddworld : l'Odyssée de Munch, est également visible.

### Personnages
L'aventure compte désormais, en dehors de Big Face qui n'apparait que ponctuellement, cinq personnages dont le nom est connu, en comptant Abe. Les quatre autres sont des Glukkons. Il y a également trois esprits Mudokons dont le nom est inconnu.

#### Abe
Abe, le héros du jeu précédent, fait son retour et a conservé les pouvoirs acquis au cours de son aventure. Si son apparence générale n'a pas changé, il n'a plus que trois doigts à chaque main au lieu de quatre.

#### Les esprits
Ces trois esprits sont ceux qui avertissent Abe de l'existence de la mine de Necrum. Ils le supplient de trouver le moyen de la détruire et de découvrir quel est le plan des Glukkons. Ces mêmes esprits lui remettront également un pouvoir capable de guérir les Mudokons rendus malades par la bière SoulStorm après qu'il aura traversé la partie sauvage de Necrum.

#### Les Glukkons
Abe affronte un « triumvirat » Glukkon avant de s'attaquer à la Brasserie SoulStorm, dirigée elle aussi par un Glukkon.

Le premier est le Général Dripik, un militaire Glukkon qui dirige les Baraquements Sligs. Il revêt un costume noir décoré de nombreuses médailles militaires. Il est très autoritaire, au point de promettre des sanctions paradoxales à tous ceux qui ne respectent pas ses instructions. Il a mauvaise mémoire et oublie parfois son nom. Il fume une pipe.
Le deuxième est le Directeur Phleg, un Glukkon vêtu d'un costume violet. Il dirige l'usine de Bonewerkz et se préoccupe beaucoup de l'opinion de ses employés. Il n'hésite pas à utiliser la désinformation pour maintenir un moral correct. Il fume un cigare. Il possède également un étal de bière SoulStorm servant à attirer des Mudokons naïfs dans le but de les rendre malades afin de les capturer facilement.
Le troisième est le Vice-président Aslik. Il dirige la Gare de FeeCo et est vêtu d'un costume gris et porte un monocle. Il souhaite faire office d'une figure paternaliste auprès des employés. Il fume une cigarette dans un porte-cigare.
Le dernier Glukkon, et le seul qu'Abe ne rencontre jamais directement, est le Maître Brasseur Glukkon. Il dirige la Brasserie SoulStorm et chaque étape de la fabrication de la bière. Il est l'inventeur de l'extracteur de larmes et est prêt à tout pour vendre son produit. Il meurt d'ailleurs dans l'explosion de la Brasserie. Il fume une cigarette et est vêtu d'un uniforme blanc orné d'une montre.

### Scénario

Logotype de la bière SoulStorm

L'aventure commence immédiatement après la fin de l'Odyssée d'Abe. Abe est le héros d'une fête organisée en l'honneur de la destruction de RuptureFarms dans les Lignes de Monsaic. Maladroit, il chute et tombe sur la tête. Pendant qu'il est assommé, des esprits Mudokons viennent le voir pour l'avertir que les Glukkons exploitent Necrum et profanent les tombeaux qui s'y trouvent.
Abe est chargé de venir en aide aux esprits et part pour Necrum avec un groupe de Mudokons pour l'aider. En chemin, ils voient un train chargé d'ossements, et le rail leur indique le chemin pour les mines. Une fois arrivé, Abe est séparé de son groupe et doit traverser une partie des mines, peuplée de plusieurs esclaves Mudokons. Il finit par retrouver son groupe, mais ces derniers, assoiffés, découvrent un distributeur de bière SoulStorm. Malgré les avertissements d'Abe, qui leur recommande de ne pas toucher à ce que les Glukkons fabriquent, ils vident le distributeur et finissent par tomber malades. Abe attrape une canette vide, en lit les ingrédients et découvre avec horreur que les os de Mudokons en font partie. Abe doit abandonner son groupe car il ne sait pas comment les soigner, et décide finalement de détruire les mines. Il surchauffe les chaudières et s'enfuit dans la partie sauvage de Necrum.
C'est là qu'il croise à nouveau les esprits Mudokons et leur décrit ses découvertes. Ces derniers lui apprennent qu'ils détiennent le pouvoir de soigner les Mudokons malades, mais qu'Abe doit mériter ce pouvoir en traversant vivant les deux caveaux principaux de Necrum : Mudomo et Mudanchee, pour libérer les esprits Mudokons emprisonnés dans des urnes.

Il y parvient, et reçoit un nouveau tatouage, sur le torse cette fois-ci. Il retourne sur les ruines des mines et soigne ses compagnons avant de rejoindre la gare de FeeCo.
Après la destruction des mines, le Cartel de Magog, une organisation regroupant de nombreux dirigeants Glukkons, doit décider de la manœuvre à adopter pour éviter que le même sort n'arrive à la brasserie SoulStorm. Le vice-président Aslik, le général Dripik et le directeur Phleg tiennent un conseil de guerre et décident d'un commun accord avec le Maître brasseur de verrouiller l'accès à la brasserie à partir de leurs repaires respectifs. Pour déverrouiller l'accès, Abe doit donc atteindre les téléphones de sécurité des trois Glukkons. Cependant, ces derniers fonctionnant sur le modèle des verrous vocaux, il ne peut y parvenir sans les Glukkons eux-mêmes. Il doit donc les envoûter, tuant ainsi Phleg à Bonewerkz, après avoir stoppé la production d'ossements en arrêtant les chaudières de l'usine, puis infiltrant les Baraquements Sligs dirigés par Dripik, et enfin entrant dans les bureaux du Vice-président Aslik, qui garde le dernier téléphone de sécurité. Il y parvient finalement et peut donc prendre le train pour la brasserie SoulStorm.
Il traverse les nombreuses zones de l'usine, découvrant un autre ingrédient secret de la bière : les larmes de Mudokons, prélevées par un extracteur envoyant des décharges électriques dans les globes oculaires des Mudokons qui y étaient retenus.

Abe accède finalement à la chaudière. Profitant d'une discussion entre quelques Glukkons paniqués de savoir « Abe le Mudokon terroriste » dans la brasserie, il peut les entendre parler de la manière de surchauffer la chaudière de l'édifice. Abe s'en charge, sauve les derniers Mudokons retenus prisonniers et s'échappe à l'aide d'un portail à oiseaux menant aux Lignes de Monsaic.
| Niveau 1 : Mines de Necrum : Abe est arrivé dans les mines de Necrum et compte sauver tous les Mudokons qui y sont prisonniers. Ce niveau est divisé en sept tunnels et en deux passages dans la chaudière. |
| Niveau 2 - Necrum : Après avoir détruit les mines, Abe parvient dans la partie sauvage de Necrum. Il rencontre pour la première fois les Fleeches et les Slurgs et doit choisir entre commencer par les caveaux Mudanchee ou par les caveaux Mudomo. |
| Niveau 3 - Caveaux Mudomo : Ces caveaux abritent les ossements de la tribu Mudomo. Ils sont infestés de Fleeches et de Paramites. Après les trois premières zones, Abe parvient au temple Mudomo. Il comporte 6 salles qui, une fois toutes passées, révèlent l'accès vers la sortie des caveaux, infestée de Paramites agressifs. Une fois traversé, Abe rejoint les caveaux Mudanchee, s'il n'est pas encore passé par là. |
| Niveau 4 - Caveaux Mudanchee : Ces caveaux abritent les ossements de la tribu Mudanchee. Ils sont infestés de Fleeches et de Scrabs. Après les 3 premières zones, Abe parvient au temple Mudanchee. Il comporte 6 salles qui, une fois toutes passées, révèlent l'accès vers la sortie des caveaux. Une fois traversés, et s'il a également traversé les caveaux Mudomo, Abe reçoit le pouvoir de guérison et retourne dans les ruines des mines soigner ses compagnons de départ. Il doit ensuite prendre le chemin de la Gare de FeeCo. |
| Niveau 5 - Gare de FeeCo : Gare dirigée par le Vice-président Aslik. Abe y trouve des trains en partance pour Bonewerkz (terminal 6), les Baraquements Sligs (terminal 7), le bureau d'Aslik (terminal 8) et la Brasserie SoulStorm (terminal 9). Cette gare est divisée en cinq terminaux, traversés progressivement en fonction de l'avancement dans le jeu. Après être passé par Bonewerkz et les Baraquements Sligs, il peut rejoindre le bureau du président Aslik composé de 2 sous-niveaux. Une fois Aslik vaincu, Abe peut rejoindre la Brasserie Soulstorm. |
| Niveau 6 - Bonewerkz : Cette usine, dirigée par le directeur Phleg, comporte sept annexes et une chaudière, elle-même divisée en cinq sous-annexes. La dernière étape de l'usine se situe dans le bureau du Directeur. |
| Niveau 7 - Baraquements Sligs : Cette caserne, dirigée par le Général Dripik, est composée de 5 blocs. La dernière étape est le bureau du Général. |
| Niveau 8 - Brasserie SoulStorm : Ce niveau est le plus long du jeu. Il est divisé en 15 Zulags (dont un secret et facultatif). Après avoir terminé ces 15 Zulags, Abe rejoint la chaudière de la Brasserie dont il doit surchauffer les chaudières pour la faire exploser et sauver les 6 derniers Mudokons retenus prisonniers. Ce qu'il doit faire en 4 minutes. |
| Épilogue : Abe s'échappe de la Brasserie. À partir de ce point, selon le nombre de Mudokons sauvés (ou tués) dans l'aventure, le jeu propose deux fins différentes : 1. Si plus de 150 Mudokons ont été sauvés, Abe revient sain et sauf dans les Lignes de Monsaic et la Brasserie explose. Si les 300 Mudokons sont sauvés, une cinématique supplémentaire s'ajoute, pendant laquelle on voit comment vivent les anciens esclaves désormais libres. Abe se jure de sauver tous les Mudokons encore prisonniers du joug Glukkon. 2. Si moins de 150 Mudokons ont été sauvés ou si plus de 150 ont été tués, Abe est assommé et abandonné par deux esclaves qu'il croise malencontreusement. Il est capturé par le Maître Brasseur qui le tue involontairement en tentant de lui extraire des larmes. |
| D'après Oddworld : l'Odyssée de Munch, Abe a sauvé les 300 Mudokons et continue sa mission. |

#### Fins alternatives
À partir de ce point, en fonction du nombre de Mudokons secourus (ou éliminés), le jeu propose deux cinématiques de fin différentes :
- Si au moins 150 Mudokons ont pu retrouver la liberté, la cinématique de fin montre le Maître Brasseur devant la chaudière de la brasserie qui se lamente avant de disparaître dans l'explosion de son usine. Abe rejoint alors les siens et est à nouveau célébré comme un héros. Une nouvelle cinématique apparaît où l'on voit les esclaves désormais libres, notamment Alf, qui construit un salon de café et de thé dans les Lignes de Monsaic. Abe décide de poursuivre sa mission jusqu'à ce que tous les Mudokons d'Oddworld vivent en liberté, ce qui n'est pas encore le cas après la destruction de la Brasserie SoulStorm ;
- Si Abe sauve les 300 Mudokons, un autre générique apparaît avec des artworks des développeurs et à un message de leur part qui félicite le joueur et l'informe de la prochaine mission d'Abe : pénétrer les laboratoire Vikkers.
- Si Abe sauve moins de 150 Mudokons ou s'il en tue plus de 150, il s'enfuit par un portail qui le conduit dans une autre artère de la Brasserie où se trouve la chaudière principale. Il y est pris à partie par des esclaves Mudokons qui l’assomment et l'abandonnent à son sort. Le Maître Brasseur le retrouve et décide de se venger en le soumettant à la torture de l'extraction de larmes. Mais le Slig chargé d'activer le levier commandant l'extraction appuie trop fort et la décharge tue Abe, ce qui arrange le Maître Brasseur qui en rit, comme Molluck dans la fin triste de l'Odyssée d'Abe. Son aventure recommence au début de la gare de FeeCo.
- Si Abe, au lieu de sauver les Mudokons, en tue le plus possible, il reçoit un message des dirigeants glukkons qui, devant ses « performances », l'ont nommé vice-président des relations humaines... Il recommence alors à la gare de FeeCo, avec l'ordre de les tuer avec « plus de style ».

## Histoire du développement
Avec le succès de l'Odyssée, GT Interactive, éditeur du jeu, presse les développeurs de Oddworld Inhabitants de faire une suite pour une sortie à Noël 1998. Les délais sont alors tels qu'il est décidé de développer le jeu sur le même moteur de l'Odyssée. Le jeu est ainsi terminé en neuf mois. Lorne Lanning, directeur des deux jeux, a avoué que les développeurs « se sont tués pour terminer [le jeu] en neuf mois. C'était brutal. »

## Accueil
La réception médiatique de l'Exode d'Abe fut à peu près la même que pour l'Odyssée d'Abe.

## Version japonaise
Le jeu est sorti au Japon sous le nom Abe'99, choix de l'éditeur japonais SoftBank qui avait déjà renommé Oddworld : L'Odyssée d'Abe en Abe a GoGo.

#### Médias
- [vidéo] [flash] Fin heureuse de l'Exode d'Abe sur Youtube (it)
- [vidéo] [flash] Fin triste de l'Exode d'Abe sur Youtube (it)

#### Sites d'informations
- (en) Site officiel
- (fr + en) Fiche du jeu sur l'Internet Movie Database